# Auguste Van Heule
Auguste Van Heule, né le 21 novembre 1821 à Ypres (Belgique) et décédé le 4 juin 1865 à Calcutta (Inde), était un prêtre jésuite belge, missionnaire en Inde et évêque au Bengale. Il fut le vicaire apostolique du Bengale occidental de 1864 à sa mort l’année suivante.

## Éléments de biographie
Entré dans la Compagnie de Jésus le 28 septembre 1839 Auguste Van Heule fut ordonné prêtre le 12 septembre 1851 et fit sa profession religieuse définitive le 2 février 1857.   Il était maître des novices à Tronchiennes lorsqu’il fut choisi pour être le vicaire apostolique du Bengale. 
Après une vacance épiscopale de cinq ans, en 1864, le vicariat apostolique du Bengale est confié aux Jésuites belges (28 août 1864). Auguste Van Heule en est le premier vicaire, tout en étant supérieur religieux des Jésuites de la région.
Consacré évêque par Mgr Sterckx dans l’église Saint-Ignace d’Anvers le 28 octobre 1864, avec siège archiépiscopal titulaire d'Amida (de), par Engelbert Sterckx avec comme co-consécrateurs Nicolas-Joseph Dehesselle et Jean-Joseph Faict. Van Heule arrive  à Calcutta au début de l’année 1865 (12 février). Quatre mois à peine après son arrivée le prélat meurt à Calcutta (4 juin 1865). Il n’a que 43 ans.
Le père Honoré van der Stuyft est élu pro-vicaire, en l’attente du successeur de Mgr Van Heule, Mgr Walter Steins.